# Tramea cophysa
Tramea cophysa is een libellensoort uit de familie van de korenbouten (Libellulidae), onderorde echte libellen (Anisoptera).
De wetenschappelijke naam Tramea cophysa is voor het eerst geldig gepubliceerd in 1867 door Hagen.